# Jimmy Benyon
James Samuel "Jimmy" Benyon (Cheshire) va ser un ciclista anglès que es dedicà al ciclisme en pista. Competint com amateur, va guanyar tres medalles, una d'elles d'or, als Campionats del món de Velocitat.

## Palmarès
- 1905
  -  Campió de Món amateur en velocitat individual
  - 1r al Gran Premi de París amateur